# Strade Bianche femminile 2025
Strade Bianche femminile 2025 war die 11. Austragung dieses Straßenrennens für Frauen. Das Rennen fand am 8. März vor dem Männer-Rennen statt und war Teil der UCI Women’s WorldTour 2025.

## Teilnehmende Mannschaften
| UCI Women's WorldTeams (15)- AG Insurance-Soudal Team - Canyon//SRAM zondacrypto - Ceratizit Pro Cycling Team - FDJ-Suez - Fenix-Deceuninck - Human Powered Health - Lidl-Trek - Liv AlUla Jayco - Movistar Team - Roland - Team Picnic PostNL - Team SD Worx-Protime - Team Visma \| Lease a Bike - UAE Team ADQ - Uno-X Mobility UCI Women's ProTeams (4)- EF Education-Oatly - VolkerWessels Women's Pro Cycling Team - Cofidis Women Team - Laboral Kutxa-Fundación Euskadi UCI Women's Continental Teams (5)- Bepink-Imatra-Bongioanni - Aromitalia 3T Vaiano - Isolmant-Premac-Vittoria - Team Mendelspeck E-Work - Top Girls Fassa Bortolo |
| |

## Streckenführung
Start und Ziel des Rennens war Siena. Die Strecke verlief über 136 km durch die hüglige Toskana, davon gut 50 km auf Schotterstraßen. Gegenüber dem Vorjahr gab es in der ersten Hälfte zwei Änderungen: Der erste Sektor, Vidritta, wurde verlängert und ging nun quasi direkt in den von Bagnaia über, und zwischen den Orten Ponte d’Arbia und Monteroni d’Arbia wurde parallel zur bisherigen Strecke der 9,4 km lange Sektor von Serravalle ins Programm aufgenommen. Danach war der Streckenverlauf identisch zum Vorjahr, insbesondere wurden Colle Pinzuto und Le Tolfe im Rahmen einer 20 Kilometer langen Runde zweimal befahren. In Siena endete das Rennen nach dem steilen Anstieg der Via Santa Caterina auf der Piazza del Campo.
| #  | Sektor                | km vom Ziel | Länge (km) |
| -- | --------------------- | ----------- | ---------- |
| 1  | Vidritta              | 121,8       | 4,4        |
| 2  | Bagnaia               | 116,8       | 4,8        |
| 3  | Radi                  | 105,9       | 4,4        |
| 4  | La Piana              | 95,3        | 6,4        |
| 5  | Serravalle            | 87,1        | 9,4        |
| 6  | San Martino in Grania | 76,2        | 9,4        |
| 7  | Monteaperti           | 53,7        | 0,6        |
| 8  | Colle Pinzuto         | 49,3        | 2,4        |
| 9  | Le Tolfe              | 43,0        | 1,1        |
| 10 | Castagno              | 39,6        | 0,7        |
| 11 | Montechiaro           | 25,8        | 3,2        |
| 12 | Colle Pinzuto         | 19,1        | 2,4        |
| 13 | Le Tolfe              | 12,8        | 1,1        |

## Rennverlauf und Ergebnis
Als große Favoritin des Rennens galt Demi Vollering, die Siegerin von 2023, auch Katarzyna Niewiadoma, Elisa Longo Borghini und Puck Pieterse wurden gute Chancen eingeräumt. Mit Spannung wurde zudem erwartet, wie die in den Straßenradsport zurückgekehrten Ex-Weltmeisterinnen Anna van der Breggen und Pauline Ferrand-Prévot im ersten großen Rennen der Saison abschneiden würden. Die Vorjahressiegerin Lotte Kopecky stand nicht am Start.
Das Feld der Fahrerinnen dünnte sich auf den langen Schotterabschnitten der ersten Rennhälfte bereits erheblich aus. 50 Kilometer vor dem Ziel kam Niewiadoma in einer Kurve zu Sturz und musste das Rennen verletzt aufgeben. Bei der ersten Passage von Le Tolfe bildete sich eine Spitzengruppe aus sieben Fahrerinnen, neben Ferrand-Prévot noch Femke Gerritse, Évita Muzic, Yara Kastelijn, Marte Berg Edseth, Kim Le Court und Mavi García. Ferrand-Prévot stürzte ihrerseits in einer scharfen Kurve, konnte sich jedoch sofort aufraffen und hielt nicht nur den Anschluss, sondern machte einen Großteil der Führungsarbeit. Obwohl sich andere Fahrerinnen zugunsten ihrer im Hauptfeld befindlichen Anführerinnen zurückhielten, gewann die Spitzengruppe bis zu anderthalb Minuten Vorsprung.
Etwa 22 Kilometer vor dem Ziel spannte sich Juliette Labous vor das Hauptfeld und sorgte für eine erhebliche Tempoverschärfung, der Longo Borghini sofort zum Opfer fiel. Der Vorsprung der Spitzengruppe schmolz rapide, und noch im Sektor von Colle Pinzuto konnte Labous zusammen mit ihrer Teamkameradin Vollering sowie Pieterse, van der Breggen, Niamh Fisher-Black und Noemi Rüegg die Lücke schließen. Auf der zweiten Passage von Le Tolfe setzten sich Vollering und van der Breggen vom Rest ab und gewannen schnell einen uneinholbaren Vorsprung. Auf dem Schlussanstieg der Via Santa Caterina war Vollering die klar stärkere, während Ferrand-Prévot sich gegen die übrigen Verfolgerinnen im Kampf um den dritten Platz durchsetzte.
| \| Gesamtwertung \| Gesamtwertung \| Gesamtwertung \| Gesamtwertung \| Gesamtwertung \| \| Fahrerin \| Fahrerin \| Land \| Team \| Zeit \| \| ------------- \| ---------------------- \| ------------- \| -------------------------- \| --------------- \| \| 1. \| Demi Vollering \| Niederlande \| FDJ-Suez \| 3 h 49 min 04 s \| \| 2. \| Anna van der Breggen \| Niederlande \| SD Worx-Protime \| + 18 s \| \| 3. \| Pauline Ferrand-Prévot \| Frankreich \| Team Visma \\| Lease a Bike \| + 1 min 42 s \| \| 4. \| Juliette Labous \| Frankreich \| FDJ-Suez \| + 1 min 42 s \| \| 5. \| Mavi García \| Spanien \| Liv AlUla Jayco \| + 1 min 47 s \| \| 6. \| Yara Kastelijn \| Niederlande \| Fenix-Deceuninck \| + 1 min 48 s \| \| 7. \| Puck Pieterse \| Niederlande \| Fenix-Deceuninck \| + 1 min 49 s \| \| 8. \| Niamh Fisher-Black \| Neuseeland \| Lidl-Trek \| + 1 min 54 s \| \| 9. \| Noemi Rüegg \| Schweiz \| EF Education-Oatly \| + 1 min 55 s \| \| 10. \| Silke Smulders \| Niederlande \| Liv AlUla Jayco \| + 1 min 59 s \| |                        |             |                            |                 |
| |                        |             |                            |                 |
| Quelle: ProCyclingStats |                        |             |                            |                 |
| Gesamtwertung |                        |             |                            |                 |
| Fahrerin | Fahrerin               | Land        | Team                       | Zeit            |
| 1. | Demi Vollering         | Niederlande | FDJ-Suez                   | 3 h 49 min 04 s |
| 2. | Anna van der Breggen   | Niederlande | SD Worx-Protime            | + 18 s          |
| 3. | Pauline Ferrand-Prévot | Frankreich  | Team Visma \| Lease a Bike | + 1 min 42 s    |
| 4. | Juliette Labous        | Frankreich  | FDJ-Suez                   | + 1 min 42 s    |
| 5. | Mavi García            | Spanien     | Liv AlUla Jayco            | + 1 min 47 s    |
| 6. | Yara Kastelijn         | Niederlande | Fenix-Deceuninck           | + 1 min 48 s    |
| 7. | Puck Pieterse          | Niederlande | Fenix-Deceuninck           | + 1 min 49 s    |
| 8. | Niamh Fisher-Black     | Neuseeland  | Lidl-Trek                  | + 1 min 54 s    |
| 9. | Noemi Rüegg            | Schweiz     | EF Education-Oatly         | + 1 min 55 s    |
| 10. | Silke Smulders         | Niederlande | Liv AlUla Jayco            | + 1 min 59 s    |